# ريوسوكي مايدا
ريوسوكي مايدا (باليابانية: 前田 凌佑) هو لاعب كرة قدم ياباني سابق كان يلعب كلاعب وسط.

## وصلات خارجية
- ريوسوكي مايدا على موقع رابطة كرة القدم اليابانية للمحترفين (اليابانية)
- ريوسوكي مايدا على موقع قاعدة بيانات كرة القدم.إي يو (الإنجليزية)
- ريوسوكي مايدا على موقع Soccerway.com (الإنجليزية)
- ريوسوكي مايدا على موقع عالم كرة القدم.نت (الإنجليزية)